# Age of Empires
Age of Empires (englisch für „Zeitalter der Weltreiche“) ist eine Reihe von Echtzeit-Strategiespielen von Xbox Game Studios. Mit etwa 30 Millionen verkauften Exemplaren stellt die Reihe eine der erfolgreichsten PC-Spiele-Reihen dar.

## Spiele
| Jahr | Name                                                                  | Ungefähre Zeit der Handlungen                                            |
| ---- | --------------------------------------------------------------------- | ------------------------------------------------------------------------ |
| 1997 | Age of Empires                                                        | 8000–500 v. Chr.                                                         |
| 1998 | Age of Empires: The Rise of Rome                                      | 500 v. Chr.–500 n. Chr.                                                  |
| 1999 | Age of Empires II: The Age of Kings                                   | 500–1550                                                                 |
| 2000 | Age of Empires II: The Conquerors                                     | 450–1600                                                                 |
| 2002 | Age of Mythology                                                      | Mythologie der Antike                                                    |
| 2003 | Age of Mythology: The Titans                                          | Mythologie der Antike, Atlantis                                          |
| 2005 | Age of Empires II Mobile                                              | 450–1600                                                                 |
| 2005 | Age of Empires III                                                    | 1500–1860                                                                |
| 2006 | Age of Empires II Deluxe Mobile                                       | 450–1600                                                                 |
| 2006 | Age of Empires III: The WarChiefs                                     | Amerikanische Revolution (1760–1785), Indianerkriege 1870                |
| 2006 | Age of Empires: The Age of Kings                                      |                                                                          |
| 2007 | Age of Empires III: The Asian Dynasties                               | 1450, 1600, 1860                                                         |
| 2008 | Age of Empires III Mobile                                             | 1500–1860                                                                |
| 2008 | Age of Empires: Mythologies                                           |                                                                          |
| 2010 | Age of Empires III: The Asian Dynasties Mobile                        | 1450, 1600, 1860                                                         |
| 2011 | Age of Empires Online                                                 |                                                                          |
| 2013 | Age of Empires II: HD Edition                                         | 450–1600                                                                 |
| 2013 | Age of Empires II HD: The Forgotten                                   | 450–1600                                                                 |
| 2014 | Age of Mythology: Extended Edition                                    | Mythologie der Antike, Atlantis                                          |
| 2014 | Age of Empires: World Domination                                      |                                                                          |
| 2014 | Age of Empires: Castle Siege                                          |                                                                          |
| 2015 | Age of Empires II HD: The African Kingdoms                            | 450–1600                                                                 |
| 2016 | Age of Mythology: Tale of the Dragon                                  | Chinesische Mythologie                                                   |
| 2016 | Age of Empires II HD: Rise of the Rajas                               | 450–1600                                                                 |
| 2018 | Age of Empires: Definitive Edition                                    | 8000 v. Chr. – 500 n. Chr.                                               |
| 2019 | Age of Empires II: Definitive Edition                                 | 450–1600                                                                 |
| 2020 | Age of Empires III: Definitive Edition                                | 1500–1860                                                                |
| 2021 | Age of Empires II: Definitive Edition – Lords of the West             | 450–1600                                                                 |
| 2021 | Age of Empires III: Definitive Edition – United States Civilization   | 1500–1860                                                                |
| 2021 | Age of Empires III: Definitive Edition – The African Royals           | 1500–1860                                                                |
| 2021 | Age of Empires II: Definitive Edition – Dawn of the Dukes             | 450–1600                                                                 |
| 2021 | Age of Empires IV                                                     | ca. 400–1650                                                             |
| 2021 | Age of Empires III: Definitive Edition – Mexico Civilization          | 1500–1860                                                                |
| 2022 | Age of Empires II: Definitive Edition – Dynasties of India            | 450–1600                                                                 |
| 2022 | Age of Empires III: Definitive Edition – Knights of the Mediterranean | 1500–1860                                                                |
| 2023 | Age of Empires II: Definitive Edition – Return of Rome                | 500 v. Chr.–500 n. Chr.                                                  |
| 2023 | Age of Empires II: Definitive Edition – The Mountain Royals           | 405–1800                                                                 |
| 2023 | Age of Empires IV: Der Aufstieg der Sultane                           |                                                                          |
| 2023 | Return to Empire                                                      | Exklusivtitel für den chinesischen Raum, nicht in Deutschland erschienen |
| 2024 | Age of Empires II: Definitive Edition - Victors and Vanquished        | Story-Modus mit 19 neuen Missionen                                       |
| 2024 | Age of Empires II: Definitive Edition - Chronicles: Battle for Greece | Griechische Mythologie                                                   |
| 2024 | Age of Mythology: Retold                                              | Mythologie der Antike, Remake                                            |
| 2024 | Age of Empires: Mobile                                                | Mobiler Ableger                                                          |
| 2025 | Age of Empires II: Definitive Edition - The Three Kingdoms            | 189–222                                                                  |
| 2025 | Age of Empires IV: Knights of Cross and Rose                          |                                                                          |

### Age of Empires
Am 13. Oktober 1997 erschien mit Age of Empires der vom US-amerikanischen Ensemble Studios, einem zu Microsoft gehörenden Entwickler, entwickelte erste Teil der Reihe für Windows und Mac OS Classic. Der Titel ist ein thematisch auf das Altertum aufbauendes Echtzeit-Strategiespiel. Die Erweiterung The Rise of Rome erweitert das Grundspiel um Inhalte rund um das Römische Reich und erschien am 31. Oktober 1998. Die Definitive Edition ist eine von Forgotten Empires komplett überarbeitete Version des ursprünglichen Spiels inklusive des Add-Ons Rise of Rome und erschien am 20. Februar 2018. Das Spielerlebnis des Remakes unterscheidet sich nicht signifikant vom Original, integriert aber erhebliche Grafikverbesserungen und Steuerungsoptimierungen.

### Age of Empires II
Age of Empires II: The Age of Kings ist ein auf das Mittelalter aufbauendes Echtzeit-Strategiespiel, das ebenfalls von den Ensemble Studios entwickelt und am 28. Oktober 1999 von Microsoft Game Studios für Windows- und Mac-OS-basierende Computer sowie für PlayStation 2 veröffentlicht wurde. Die Erweiterung The Conquerors erweitert das Grundspiel thematisch um die Entdeckung Amerikas durch Christoph Kolumbus und erschien am 24. August 2000. Die am 9. April 2013 erschienene HD Edition ist eine überarbeitete Version des ursprünglichen Spiels inklusive des Add-ons The Conquerors und wurde von Hidden Path Entertainment, Forgotten Empires und SkyBox Labs für Windows entwickelt. Am 7. November 2013 erschien mit The Forgotten die erste Erweiterung der HD Edition, am 5. November 2015 mit The African Kingdoms die zweite und mit Rise of the Rajas am 19. Dezember 2016 die letzte. Eine Remaster-Version erschien am 14. November 2019 mit der Definitive Edition.

### Age of Mythology
Age of Mythology ist ein Spin-off der Reihe, der thematisch auf antiker Mythologie aufbaut. Das Echtzeit-Strategiespiel stammt ebenfalls von Ensemble Studios und wurde am 30. Oktober 2002 in Nordamerika und am 11. November 2002 in Europa für Windows und Mac OS X veröffentlicht. Die Erweiterung The Titans befasst sich mit dem Titanenmythos und erschien am 30. September 2003. Am 8. Mai 2014 erschien mit der Extended Edition eine komplett überarbeitete Version inklusive des Add-on, die von SkyBox Labs entwickelt wurde. Diese erhielt mit Tale of the Dragon am 29. Januar 2016 ein Add-on, das es um chinesische Mythologie erweitert.

### Age of Empires III
Age of Empires III ist ein Echtzeit-Strategiespiel, dessen Handlung im Jahre 1500 beginnt und um 1860 mit dem Sezessionskrieg endet. Das erneut von Ensemble Studios entwickelte Spiel erschien am 18. Oktober 2005 für Windows und Mac OS X. Die Erweiterung The WarChiefs erschien im November 2006 und thematisiert den Amerikanischen Unabhängigkeitskrieg, den Goldrausch und die Indianerkriege unter George Armstrong Custer. Ein zweites Add-on folgte am 30. Oktober 2007 mit The Asian Dynasties und erweitert das Grundspiel um die Vereinigung Japans unter Shogun Tokugawa Ieyasu, die Ming-Dynastie und den Aufstand von 1857 gegen die Britische Ostindien-Kompanie. Ein Remaster erschien im Februar 2020 mit der Definitive Edition.

### Age of Empires Online
Age of Empires Online war eine 2011 als Massively Multiplayer Online Game erschienene Fortsetzung der Reihe, die 2014 eingestellt wurde. Es wurde über Microsofts Plattform „Games for Windows Live“ als Free-to-play-Spiel für den PC angeboten

### Age of Empires: Castle Siege
Age of Empires: Castle Siege ist ein reines Onlinespiel und kombiniert die Spielprinzipien von Tower Defense mit denen der Echtzeit-Strategie, das von Smoking Gun Interactive entwickelt und von den Microsoft Game Studios für Windows, Windows Phone, iOS veröffentlicht wurde. Das Spiel erschien am 18. September 2014.

### Age of Empires: The Age of Kings
Age of Empires: The Age of Kings ist ein Mobil-Spiel für den Nintendo DS, das von Backbone Entertainment entwickelt und von Majesco Entertainment veröffentlicht wurde. Das Spiel erschien am 14. Februar 2006.

### Age of Empires: Mythologies
Age of Empires: Mythologies ist ein Mobil-Spiel für den Nintendo DS, das von Griptonite Games entwickelt und von THQ veröffentlicht wurde. Das Spiel erschien am 24. November 2008.

### Age of Empires IV
Age of Empires IV erschien am 28. Oktober 2021. Es war das erste Spiel der Reihe, das von Relic Entertainment entwickelt wurde.

## Engine
Die Spiele Age of Empires und Age of Empires II basieren auf der Genie Engine, die Spiele Age of Mythology und Age of Empires III auf der Bang! Engine.

## Rezeption
| Spiel                 | GameRankings | Metacritic |
| --------------------- | ------------ | ---------- |
| Age of Empires        | 87 %         |            |
| Age of Empires II     | 91 %         | 92/100     |
| Age of Mythology      | 89 %         | 89/100     |
| Age of Empires III    | 82 %         | 81/100     |
| Age of Empires Online |              | 70/100     |
| Age of Empires IV     |              | 81/100     |

Age of Empires agierte bereits nach der Erstveröffentlichung 1997 neben Warcraft und Command & Conquer innerhalb der dominanten Echtzeitstrategiereihen. Die Idee war es, durch Verwendung einer vertrauten Umgebung das Genre für Gelegenheitsspieler attraktiver zu machen. In Europa, dessen Geschichte zur Zeit der Antike im Spiel verarbeitet wurde, verkaufte sich Age of Empires am häufigsten. Mit dem zweiten Teil, der im Mittelalter spielte, wurde die Wegfindung stark überarbeitet und Truppen ließen sich automatisch formieren; eine Komfortfunktion, die wiederum Gelegenheitsspieler adressierte. Die künstliche Intelligenz der Computergegner war anderen Titeln weit überlegen. Mit Age of Mythology versuchte man die historischen Schlachtfelder zu verlassen und überraschte die Kritiker überwiegend positiv. Auch der dritte Teil, nun im Zeitalter der Entdeckung Amerikas angesiedelt, wurde zum Verkaufserfolg, obwohl er bei Fans nicht so gut ankam. Das moderne Zeitalter und die Rollenspielelemente sorgten für Kontroversen. Während der Entwicklung war zeitweise geplant, den Namen des Titels zu ändern, was Microsoft ablehnte.